# Мануела Малеєва
Мануела Георгієва Малеєва (болг. Мануела Георгиева Малеева, під час шлюбу Малеєва-Франьєр) — болгарська та швейцарська тенісистка, чемпіонка США в міксті, олімпійська медалістка.
Донька Юлії Берберян, найкращої тенісистка Болгарії 1960-х років, а потім тенісної тренерки, Мануела разом з сестрами Катериною та Магдаленою кожна свого часу побувала в чільній десятці рейтингу WTA.
У 1982-му Малеєва виграла юніорський Ролан-Гаррос. У 1984 році разом із американцем Томом Галліксоном виграла Відкритий чемпіонат США у міксті.
Бронзову олімпійську медаль Малеєва виборола на Сеульській олімпіаді 1988 року в одиночному турнірі. У півфіналі вона поступилася Габріелі Сабатіні. Гра за третє місце тоді не проводиласяб й обидві тенісистки, що програли в півфіналі, отримали бронзові медалі.
У 1990-му одружилася з швейцарськом тренером Франсуа Франьєром і стала представляти Швейцарію. Народила трьох дітей, розлучилася в 2007 році. 
Як представниця Швейцарії Малеєва разом із Якобом Гласеком виграла Кубок Гопмана 1992. У 1993 році визнана спортсменкою року Швейцарії.

## Значні фінали

### Фінали турнірів Великого шолома

#### Мікст: 1 титул
| Результат | Рік  | Турнір  | Поверхня | Партнер       | Супротивники                     | Рахунок       |
| --------- | ---- | ------- | -------- | ------------- | -------------------------------- | ------------- |
| Перемога  | 1984 | US Open | Хард     | Том Галліксон | Елізабет Смайлі Джон Фіцджеральд | 2–6, 7–5, 6–4 |

## Виноски
1. 1 2  Collins B. The Bud Collins History of Tennis: An Authoritative Encyclopedia and Record Book — 2 — NYC: New Chapter Press, 2010. — P. 698. — ISBN 978-0-942257-70-0